# 芝加哥文化中心
芝加哥文化中心（Chicago Cultural Center）于1897年开业，是一座芝加哥地标建筑，芝加哥市长在此接待总统和皇室成员，外交官和社区领袖。它坐落在卢普区，隔密歇根大街与千禧公园相对。它原为中央图书馆大楼，1977年改为艺术和文化中心。该市中央图书馆现在安置在宽敞的后现代主义建筑哈罗德·华盛顿图书中心（1991年开业）。
作为全国第一所市立免费文化中心，芝加哥文化中心是这座城市最热门的景点之一，被认为是美国最全面的艺术展示之一。每一年，芝加哥文化中心举行1000多项活动，展览覆盖表演，视觉及文学艺术。它也是芝加哥儿童合唱团总部。

## 建筑
该建筑是由波士顿谢普利，鲁坦和柯立芝建筑师事务所在1892年设计，1897年建成，耗资近200万美元，包括4层楼的北翼（东兰多夫街77号入口）和5层的南翼（东华盛顿街78号入口），高104英尺，3英尺（0.91）的外墙贝德福德蓝色石灰石贴面，设计大体为新古典主义风格，兼有意大利文艺复兴的元素。上盖两个彩色玻璃穹顶。
- 兰多夫街入口和楼梯 - 入口使用多立克柱、红木门，佛蒙特大理石墙壁，弯曲的楼梯为诺克斯维尔粉红色大理石贴面，并设有马赛克和华丽的青铜栏杆。
- 华盛顿街入口，大厅和大楼梯 - 拱形门，3层的拱形大厅为白色卡拉拉大理石和马赛克墙面。楼梯也是白色卡拉拉大理石的，爱尔兰康尼马拉绿色大理石。5楼的楼梯灵感来自于威尼斯的叹息桥。
- 共和国大军纪念馆 - 大厅深绿色佛蒙特州大理石贴面，诺克斯维尔粉红色大理石墙壁，马赛克地板，文艺复兴风格彩绘玻璃穹顶。
- 西德尼·R·耶茨画廊 - 威尼斯公爵宫礼堂的复制品，有华丽的壁柱和天花板。
- 普雷斯顿·布拉德利厅 - 华丽的白色卡拉拉大理石图案，上盖38英尺蒂梵尼玻璃穹顶。

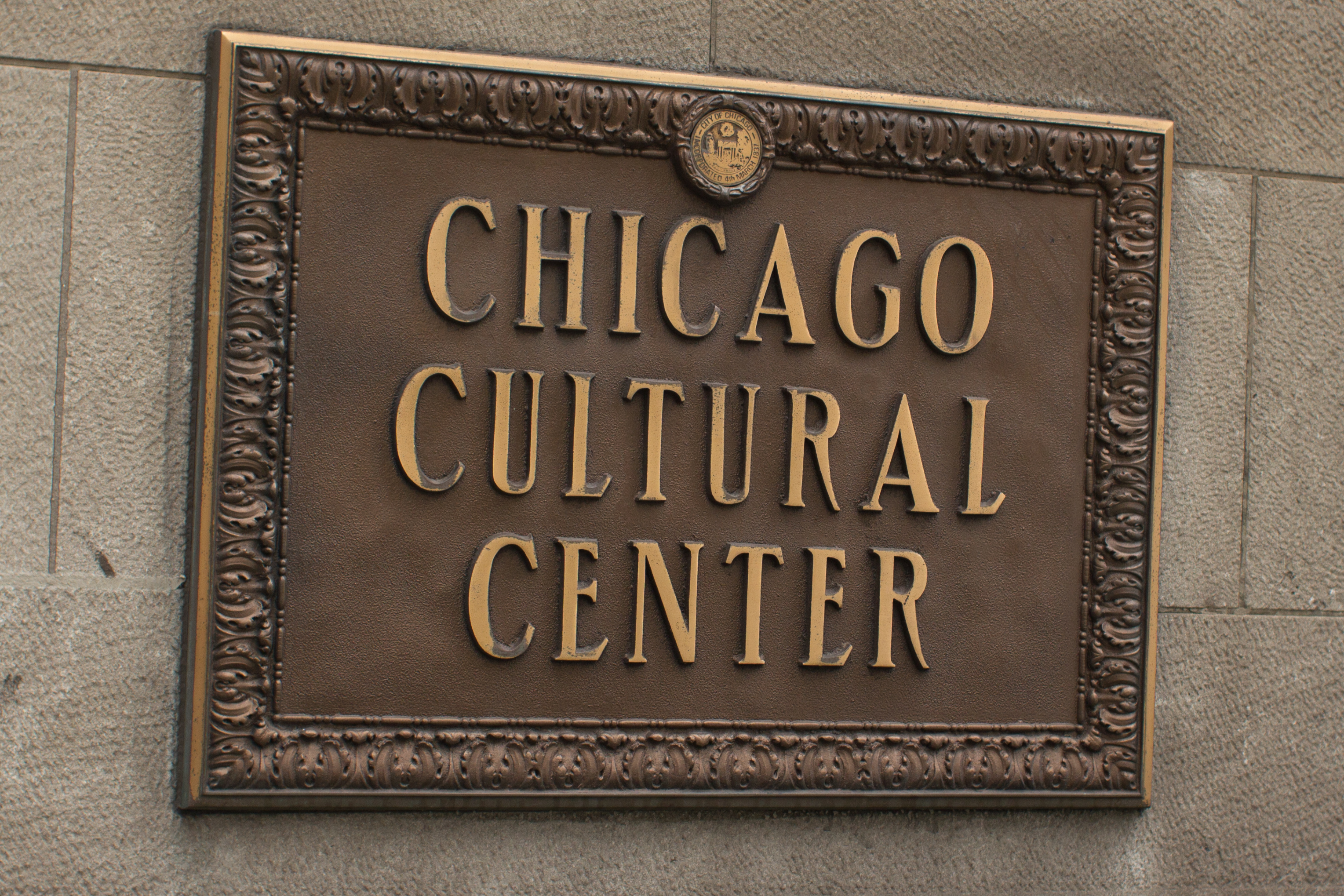
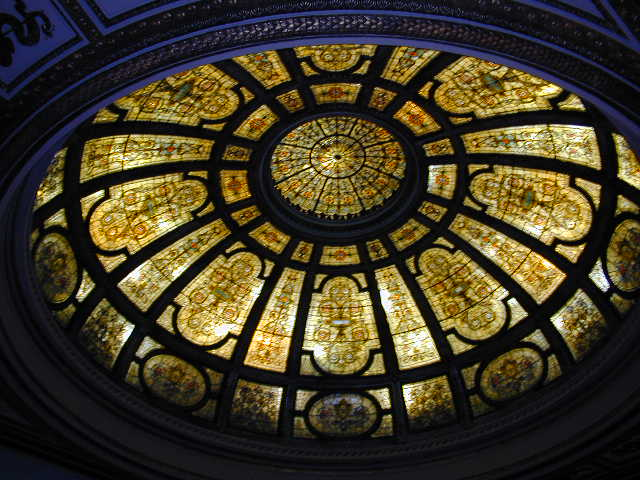
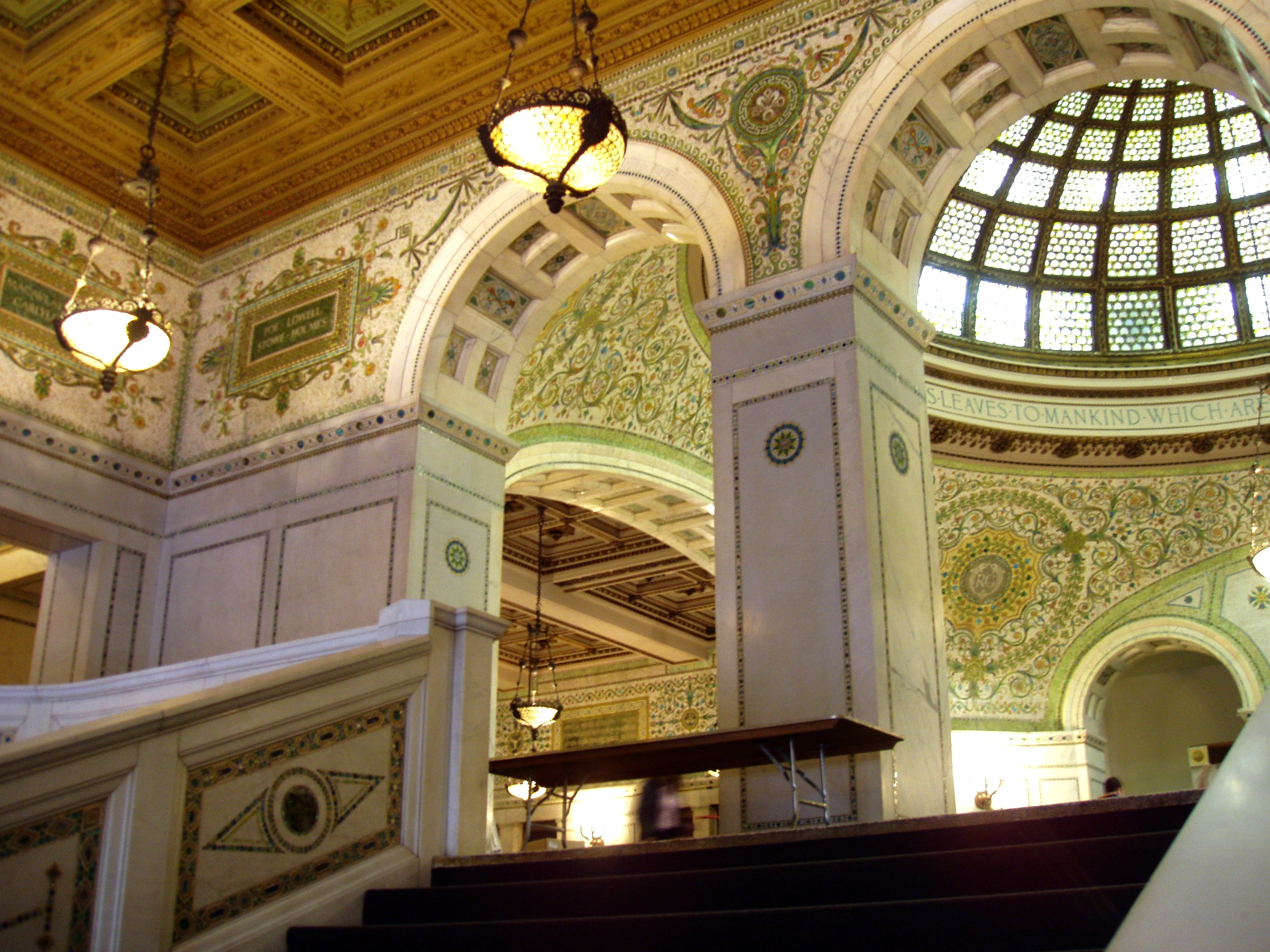
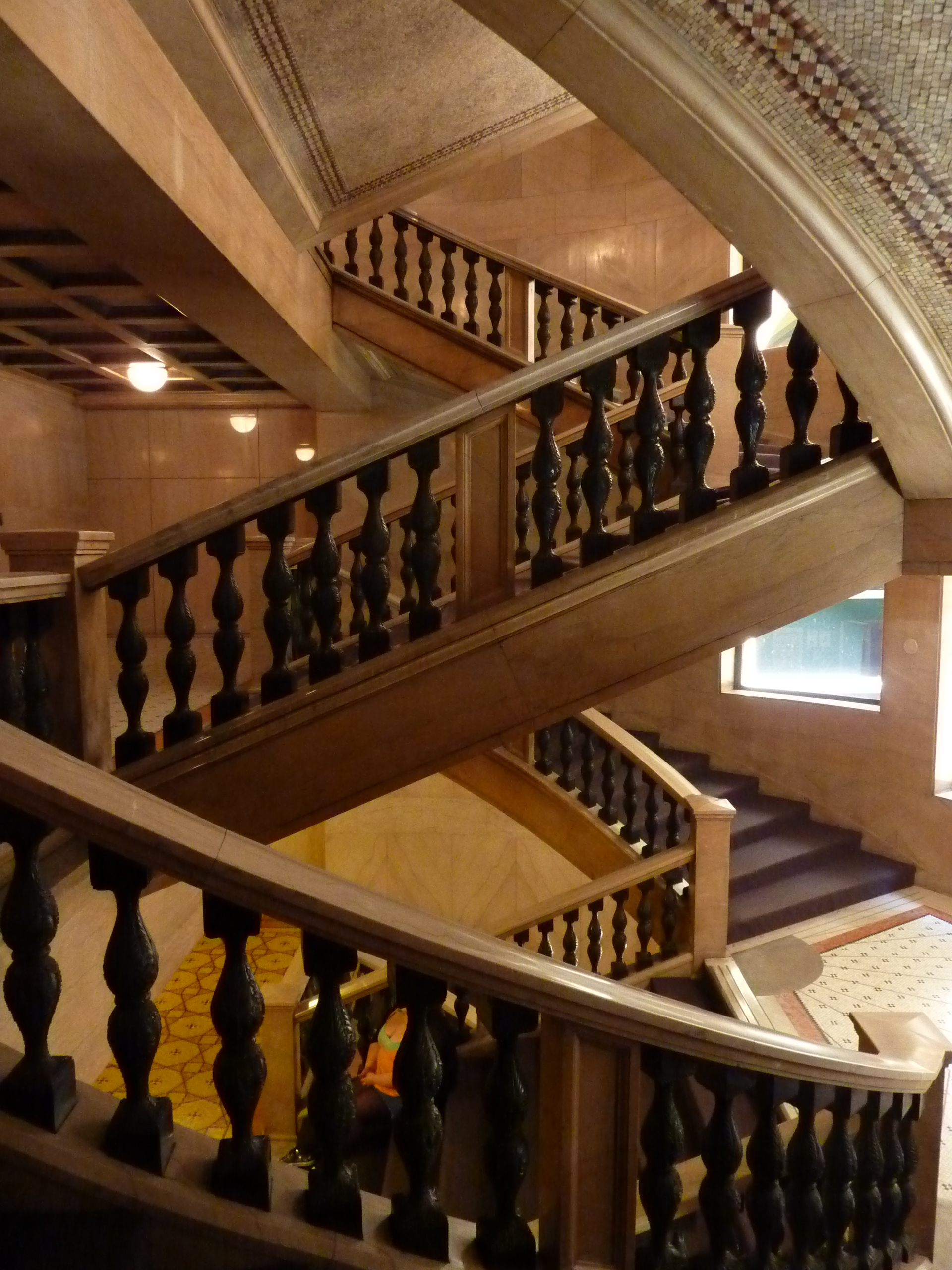